# Diocesi di Adraso
La diocesi di Adraso (in latino Dioecesis Adrasena) è una sede soppressa del patriarcato di Antiochia e una sede titolare della Chiesa cattolica.

## Storia
Adraso, identificata con le rovine di Balabolu, nel distretto di Mut in Turchia, è un'antica sede episcopale della provincia romana di Isauria nella diocesi civile d'Oriente. Faceva parte del patriarcato di Antiochia ed era suffraganea dell'arcidiocesi di Seleucia, come attestato da una Notitia episcopatuum del patriarcato datata al VI secolo.
Sono solo due i vescovi noti di quest'antica diocesi: Paolo, che prese parte concilio ecumenico del 553; e Stefano, che era presente al concilio in Trullo del 691-692.
Per un certo periodo, dopo l'occupazione araba di Antiochia, l'Isauria fu annessa al patriarcato di Costantinopoli. La diocesi di Adraso appare nelle Notitiae Episcopatuum di questo patriarcato nel X e nel XIII secolo.
Dal XVIII secolo Adraso è annoverata tra le sedi vescovili titolari della Chiesa cattolica; la sede è vacante dal 16 aprile 1970.

## Cronotassi

### Vescovi greci
- Paolo † (menzionato nel 553)
- Stefano † (prima del 691 - dopo il 692)

### Vescovi titolari
- François Marie Collet † (14 aprile 1766 - ? deceduto)
- Stanisław Kostka Choromański † (15 dicembre 1828 - 21 novembre 1836 nominato arcivescovo di Varsavia)
- György Girk † (17 settembre 1838 - 10 marzo 1853 nominato vescovo di Pécs)
- Vital-Honoré Tirmarche † (10 giugno 1853 - 17 luglio 1871 deceduto)
- Jacques Bax, C.I.C.M. † (23 ottobre 1874 - 4 gennaio 1895 deceduto)
- John Gallagher † (29 marzo 1895 - 13 giugno 1900 succeduto vescovo di Goulburn)
- Florian Demange, M.E.P. † (8 aprile 1911 - 9 febbraio 1938 deceduto)
- Melquisedec del Canto Terán † (19 marzo 1938 - 15 giugno 1940 deceduto)
- Henry Joseph Thünemann, O.S.F.S. † (9 luglio 1940 - 11 gennaio 1951 nominato vescovo di Keimoes)
- Mate Garković † (22 febbraio 1952 - 24 dicembre 1960 nominato arcivescovo di Zara)
- Norman Joseph Gallagher † (25 giugno 1963 - 16 aprile 1970 nominato vescovo di Thunder Bay)